# 鈴木油點草
鈴木油點草（学名：Tricyrtis suzukii）为百合科油點草屬下的一个种。

## 扩展阅读
- 維基物種上的相關：鈴木油點草